# William Everett

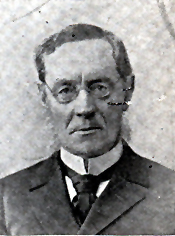
William Everett, circa 1893

William Everett (* 10. Oktober 1839 in Watertown, Massachusetts; † 16. Februar 1910 in Quincy, Massachusetts) war ein US-amerikanischer Politiker. Zwischen 1893 und 1895 vertrat er den Bundesstaat Massachusetts im US-Repräsentantenhaus.

## Werdegang
William Everett war der Sohn von Gouverneur Edward Everett (1794–1865), der außerdem den Staat Massachusetts in beiden Kammern des Kongresses vertrat. Er besuchte die öffentlichen Schulen in Cambridge und Boston und studierte danach bis 1859 an der Harvard University. Anschließend ging er nach England, wo er bis 1863 an der University of Cambridge studierte. Nach einem Jurastudium in Harvard wurde er 1865 als Rechtsanwalt zugelassen. Danach absolvierte Everett ein Theologiestudium. 1871 wurde er in die American Academy of Arts and Sciences gewählt. Im Jahr 1872 wurde er zum Geistlichen ordiniert. Von 1870 bis 1873 war er Kurator der Harvard University. In den folgenden Jahren bis 1877 unterrichtete er das Fach Latein und von 1878 bis 1893 leitete er die Adams Academy in Quincy.
Politisch war Everett Mitglied der Demokratischen Partei. Im Jahr 1893 wurde er bei einer Nachwahl für den siebten Sitz von Massachusetts in das US-Repräsentantenhaus in Washington, D.C. gewählt, wo er am 25. April 1893 sein neues Mandat antrat. Da er im Jahr 1894 nicht mehr kandidierte, konnte er bis zum 3. März 1895 nur die laufende Legislaturperiode im Kongress beenden. 1897 bewarb er sich als Kandidat der National Democratic Party erfolglos um das Amt des Gouverneurs von Massachusetts. Zwischenzeitlich übernahm er wieder die Leitung der Adams Academy. Er starb am 16. Februar 1910 in Quincy.